# Zelandobius uniramus
Zelandobius uniramus är en bäcksländeart som beskrevs av Mclellan 1993. Zelandobius uniramus ingår i släktet Zelandobius och familjen Gripopterygidae. Inga underarter finns listade i Catalogue of Life.